# Мерфи, Джейми
Джеймс (Дже́йми) Ме́рфи (англ. James "Jamie" Murphy; род. 28 августа 1989, Глазго) — шотландский футболист, нападающий клуба «Эр Юнайтед». Ранее на протяжении 12 лет Мерфи защищал цвета шотландского «Мотеруэлла». Также выступал за различные сборные Шотландии — для игроков не старше 17 и 19 лет, молодёжную национальную команду.

## Ранние годы
Мерфи родился 28 августа 1989 года в шотландском Глазго.

## Клубная карьера

### «Мотеруэлл»
До поступления в Академию клуба «Мотеруэлл» в 2001 году Мерфи выступал за команды «Вествуд Роверс», «Драмчапл Тисл» и «Клайд».
Неизменно становясь лучшим бомбардиром молодёжных команд «сталеваров», Мерфи добился подписания с ланаркширским коллективом своего первого профессионального контракта в середине сезона 2005/06. Дебют Джейми в первом составе «Мотеруэлла» состоялся 7 апреля 2007 года, когда его команда играла в гостях против глазговского «Селтика». В последнем туре следующего чемпионата Шотландии, в котором «сталевары» встречались с «Хибернианом», Мерфи на 50-й минуте поединка с пенальти поразил ворота эдинбургцев, забив свой первый гол за «оранжево-красных». 23 июля 2009 года Джейми оформил первый «хет-трик» в своей карьере — случилось это в матче второго квалификационного раунда Лиги Европы, где «Мотеруэлл» разгромил албанскую команду «Фламуртари» со счётом 8:1.
В мае 2010 года Мерфи пролонгировал со «сталеварами» соглашение о сотрудничестве ещё на три года.
Старт сезона 2010/11 вышел для Джейми удачным — в первых пяти играх «Мотеруэлла» в этом футбольном сезоне, коими были матчи Лиги Европы и один чемпионата Шотландии, он забил четыре гола. Причём поразив 29 июля ворота норвежского «Олесунна» форвард вышел на первое место по числу точных результативных ударов в еврокубковых турнирах за всю историю «оранжево-красных», опередив прошлого «держателя» этого рекорда Стива Кирка. 22 августа 2010 года, сыграв в поединке «сталеваров» с «Килмарноком», Мерфи провёл свой сотый матч за ланаркширский клуб. 13 мая 2011 года Джейми впервые в своей карьере был удостоен награды «Молодого игрока месяца» по итогам апреля.
В январе 2012 года руководство «Мотеруэлла» приняло предложение английского «Блэкпула» о продаже Мерфи, однако сам футболист предпочёл остаться в шотландском клубе. В конце того же года услугами футболиста заинтересовался «Шеффилд Юнайтед», который был готов заплатить «сталеварам» 100 тысяч фунтов стерлингов за Джейми. Тем не менее 27 декабря представители «Мотеруэлла» заявили, что данные спекуляции не имеют никакой предметной почвы. Но через несколько дней главный тренер «оранжево-красных» Стюарт Макколл рассказал, что Мерфи ведёт контрактные переговоры с «Шеффилдом», а сами «сталевары» приняло 100-тысячное предложение «клинков», которое в зависимости от выступлений Джейми за «Юнайтед» может вырасти до 250 тысяч. Также сообщалось об интересе к трансферу форварда клубов «Хаддерсфилд Таун» и «Рейнджерс». Свою последнюю игру за «Мотеруэлл» Джейми провёл 2 января 2013 года, коей был гостевой поединок против «Селтика». Мерфи была доверена капитанская повязка. За семь лет профессиональной карьеры в рядах «сталеваров» форвард принял участие в 215 матчах, в которых пятьдесят раз поражал ворота оппонентов. Уже после того, как Джейми перебрался в Англию, он был награждён призом «Игрок месяца шотландской Премьер-лиги» по итогам декабря 2012 года.

### «Шеффилд Юнайтед»
Окончательно переход Мерфи в «Шеффилд» был закончен 3 января 2013 года. Контракт Джейми с «клинками» был подписан сроком на три с половиной года. Наставник «Юнайтед» Дэнни Уилсон так прокомментировал трансфер шотландца: 
Мерфи обладает многими отличными качествами — он быстрый, мощный, виртуозно обращается с мячом. Также Джейми владеет настоящим чутьём форварда... Конечно, он должен принести нам много пользы.
 Своим игровым номером Мерфи выбрал цифру «23». 5 января шотландец впервые защищал цвета «Шеффилда» в официальном матче — в тот день «клинки» в рамках Третьего раунда Кубка Англии нанесли поражение со счётом 3:0 «Оксфорд Юнайтед». 12 февраля Мерфи отметился первым голом за «Юнайтед», отличившись в матче против «Бери».

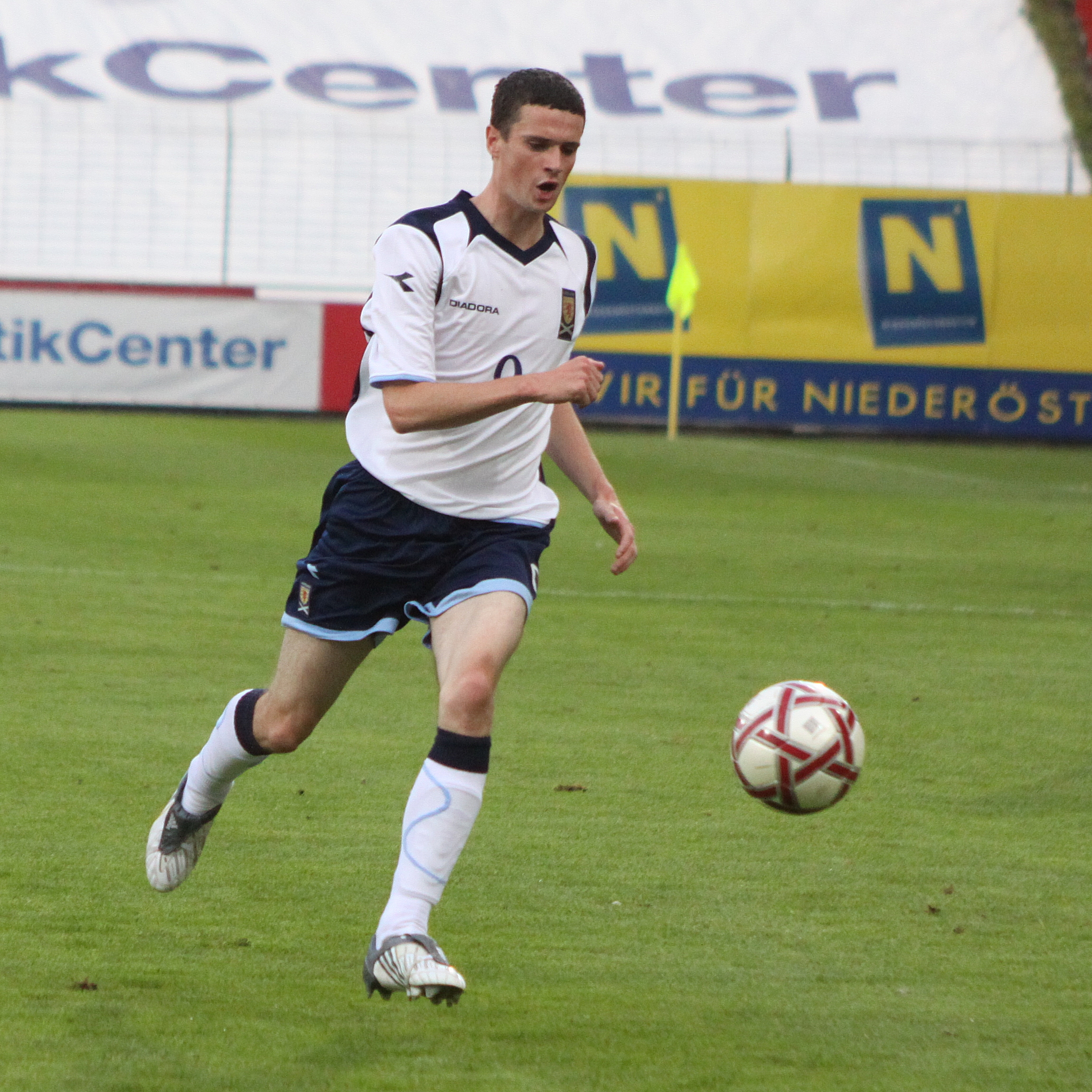
Джейми Мерфи в матче молодёжной сборной Шотландии

## Сборная Шотландии
С ранних лет Мерфи защищает цвета различных молодёжных сборных Шотландии. С 2008 по 2010 год являлся игроком национальной молодёжной команды, в составе которой он сыграл тринадцать матчей, забил шесть мячей. Четыре из них Джейми провёл в отборочных играх к чемпионату Европы среди молодёжных команд 2011. Шотландцы заняли первое место в своей группе 10 и вышли в раунд плей-офф, где по сумме двух встреч уступили исландцам с общим счётом 2:4.

## Статистика

### Клубная статистика
| Клуб                       | Сезон                      | Чемпионат | Чемпионат | Кубок | Кубок | Кубок Лиги | Кубок Лиги | Еврокубки | Еврокубки | Итого | Итого |
| Клуб                       | Сезон                      | Игры      | Голы      | Игры  | Голы  | Игры       | Голы       | Игры      | Голы      | Игры  | Голы  |
| -------------------------- | -------------------------- | --------- | --------- | ----- | ----- | ---------- | ---------- | --------- | --------- | ----- | ----- |
| Мотеруэлл                  | 2006/07                    | 2         | 0         | —     | —     | —          | —          | —         | —         | 2     | 0     |
| Мотеруэлл                  | 2007/08                    | 16        | 1         | 1     | 0     | —          | —          | —         | —         | 17    | 1     |
| Мотеруэлл                  | 2008/09                    | 30        | 2         | 1     | 0     | 1          | 1          | 2         | 0         | 34    | 3     |
| Мотеруэлл                  | 2009/10                    | 35        | 6         | 1     | 0     | 2          | 0          | 6         | 4         | 44    | 10    |
| Мотеруэлл                  | 2010/11                    | 35        | 6         | 6     | 3     | 2          | 0          | 6         | 3         | 49    | 12    |
| Мотеруэлл                  | 2011/12                    | 36        | 9         | 3     | 4     | 1          | 0          | —         | —         | 40    | 13    |
| Мотеруэлл                  | 2012/13                    | 22        | 10        | 2     | 1     | 1          | 0          | 4         | 0         | 29    | 11    |
| Всего за «Мотеруэлл»       | Всего за «Мотеруэлл»       | 176       | 34        | 14    | 8     | 7          | 1          | 18        | 7         | 215   | 50    |
| Шеффилд Юнайтед            | 2012/13                    | 10        | 2         | 2     | 0     | —          | —          | —         | —         | 12    | 2     |
| Всего за «Шеффилд Юнайтед» | Всего за «Шеффилд Юнайтед» | 10        | 2         | 2     | 0     | 0          | 0          | 0         | 0         | 12    | 2     |
| Всего за карьеру           | Всего за карьеру           | 186       | 36        | 16    | 8     | 7          | 1          | 14        | 6         | 227   | 52    |

(откорректировано по состоянию на 1 апреля 2013)

## Достижения
«Мотеруэлл»
- Финалист Кубка Шотландии: 2010/11
- Молодой игрок месяца шотландской Премьер-лиги: апрель 2011
- Игрок месяца шотландской Премьер-лиги: декабрь 2012

## Личная жизнь
У Джейми образцом для подражания на футбольном поле служат Тьерри Анри и Деннис Бергкамп.